# Borstbulbyler
Borstbulbyler (Bleda) är ett fågelsläkte i familjen bulbyler inom ordningen tättingar. Släktet omfattar fem arter som förekommer i Väst- och Centralafrika från Senegal till Kenya och Zambia:
- Roststjärtad borstbulbyl (B. syndactylus)
- Grönstjärtad borstbulbyl (B. eximius)
- Gultyglad borstbulbyl (B. notatus)
- Gulögd borstbulbyl (B. ugandae)
- Gråhuvad borstbulbyl (B. canicapillus)